# Andreu Veà Baró
Andreu Veà i Baró (Sant Feliu de Guíxols, 1969) es un pionero de Internet, emprendedor en el sector de las telecomunicaciones y, fue presidente del capítulo español de la Internet Society. Es conocido por sus trabajos sobre la historia de Internet y sus creadores, una investigación que le ha permitido entrevistar y grabar a más de 350 pioneros del sector.
Fue nombrado Digital Champion for Spain a finales de 2014. Los Campeones Digitales son embajadores de la Agenda Digital, nombrados por los Estados miembros de la Unión Europea para ayudar a las administraciones, empresas y ciudadanos a digitalizarse. Reportando al vicepresidente de la Comisión Europea.
Tomó contacto por primera vez con los ordenadores a los doce años con un Commodore VIC-20 de 3 Kb. de RAM. En 1986 comenzó a utilizar las redes internacionales de la mano de su hermano, el etólogo Joaquim Josep Veà Baró, y la red EARN de la Universidad de Barcelona.
Por el conjunto de su actividad, en 2017 recibió el premio a la "Trayectoria Personal en Internet", otorgado por l'Asociación de Usuarios de Internet dentro de su programa "Día de Internet". El 2025 recibió el premio Gaudí Gresol a la Notoriedad y la Excelencia en Tecnología.

## Biografía
Realizó sus estudios en Barcelona donde se licenció como Ingeniero de Telecomunicaciones e ingeniero electrónico en el Campus La Salle de la Universidad Ramon Llull de Barcelona. En 2002 se doctoró en telecomunicaciones defendiendo una tesis sobre la creación de Internet. Gracias al interés manifestado por su tesis por parte de Vint Cerf, considerado el padre de Internet, continuó su investigación en la Universidad de Stanford en 2003, entidad con la que ha mantenido su relación como académico invitado . Es también Máster en Tratamiento Digital de la Señal y la Información, y Máster en Gestión de Tecnologías de la Información por la Universidad Ramon Llull.

## Actividad profesional
Su actividad profesional se inició coincidiendo con los primeros pasos del sector de internet en su etapa de popularización y acceso a nivel doméstico, en el año 1994. Ese mismo año fue miembro fundador de Asertel, el cuarto proveedor de Internet en España, para pasar posteriormente a liderar la estrategia de Internet de Retevisión-Auna en el momento en que se liberalizó el mercado con el fin del monopolio de Telefónica en España. Desde esta posición participó en el lanzamiento de la tarifa plana que permitió duplicar el mercado en tan sólo un año.
Fue el creador, impulsor y vicepresidente del Punto Neutro de Internet en Cataluña (CATNIX), que se creó en abril de 1999, y del gallego (GALNIX). También participó activamente en la creación en Barcelona de una réplica del servidor raíz de Nombres F, encargado de convertir los nombres de dominio en direcciones IP, requerido por la mejora del tiempo de respuesta para el tráfico internet.

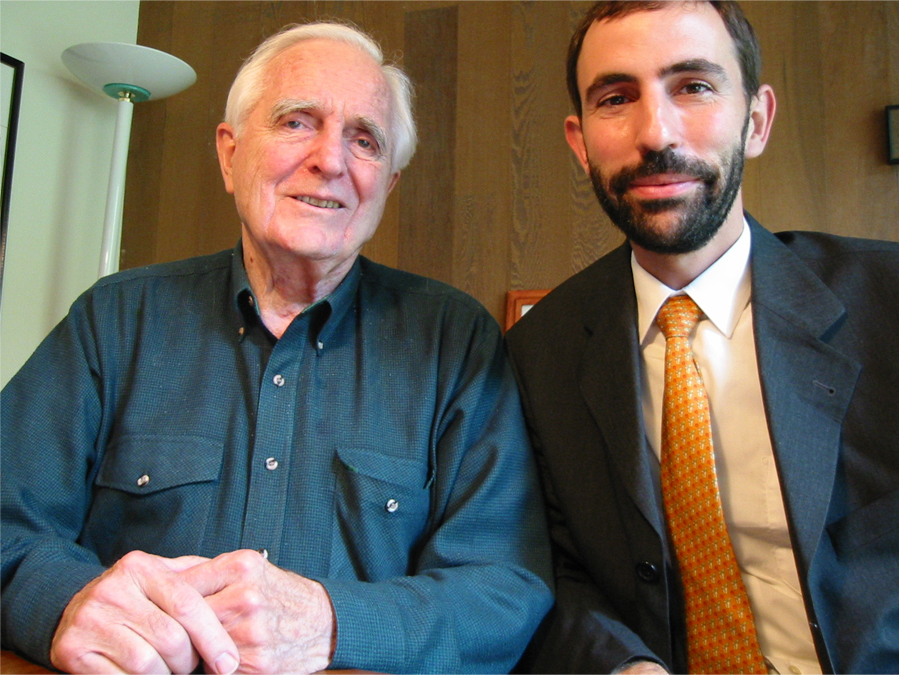
Con Douglas Engelbart, el inventor del ratón, en 2003 en Atherton (California)

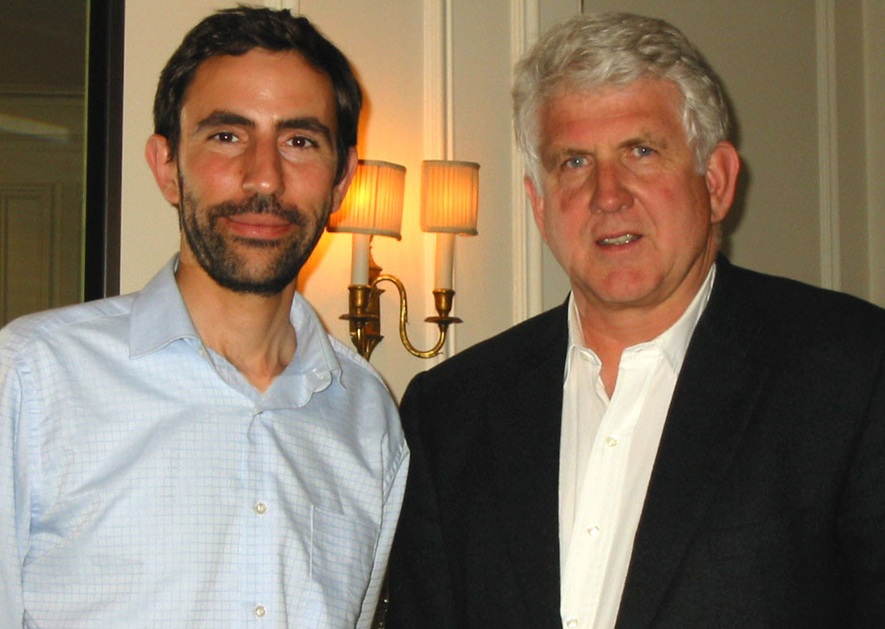
Durante la entrevista con Robert Metcalfe, inventor de Ethernet, en Boston (Massachusetts)

Su trabajo en Stanford le llevó a crear la plataforma Who is Who in the Internet World, un trabajo que ha continuado y que le ha permitido publicar en 2013 su obra Como creamos Internet. El libro es el resultado de un trabajo de investigación de los últimos diecinueve años con entrevistas grabadas a más de 350 profesionales implicados en la creación de Internet. A lo largo de estos años ha compaginado la docencia con la actividad profesional impartiendo clases en la Escuela de Ingeniería La Salle en los Másteres de Comercio Electrónico y el de Redes y Servicios de Telecomunicaciones Avanzados.
Actualmente contribuye al lanzamiento y la implantación de empresas españolas de base tecnológica en Silicon Valley (California) y lidera la Interesting People community, un grupo de profesionales de diversas especialidades que comparten el interés por la innovación, creado el 2008. Es colaborador de Futura Networks, organizador del Campus-Party Tech Festival, realiza conferencias y asesora diversos organismos como el Ayuntamiento de Barcelona, o el IEEE. Forma parte del comité asesor de la edición 2013 del Internet Hall of fame. En el terreno social , colabora con iniciativas sin ánimo de lucro, como Social Diabetes.
Durante la pandemia del COVID-19, lanzó la idea de los COVIDwarriors como una iniciativa abierta aglutinadora de todo tipo de iniciativas de la sociedad civil para paliar los efectos de la pandemia. Desde la Interesting People community que lidera, se materializó en una asociación sin ánimo de lucro formada por voluntarios profesionales y organizaciones proactivas, con talento emprendedor e iniciativas tecnológicas, que conseguía financiación en la lucha contra el COVID-19 a través de mecenazgo.
Dentro de sus proyectos de futuro destaca una estrategia que pretende implantar fibra en toda Cataluña llamada "Voluntarios por la fibra: hay que iluminar de nuevo Cataluña", una iniciativa para recuperar el retraso tecnológico que sufre el territorio como consecuencia de políticas proteccionistas que han ralentizado el despliegue de la fibra óptica en Cataluña.

## Obra
- Veà Baró, Andreu (2002). Manual pràctic d'Internet a l'empresa (en catalán). Barcelona: Consorcio de Promoción Comercial de Cataluña. ISBN 978-84-9313-511-9.
- Veà Baró, Andreu (2.005). Qui és qui a Internet? : recull inèdit de fets i anècdotes (en catalán) (1. ed. edición). Barcelona: CIDEM , Centro de Innovación y Desarrollo Empresarial. ISBN 978-84-3936-876-2.
- Veà Baró, Andreu (2005). La historia oculta de Internet a través de sus personajes. Barcelona: Fundación CTIC. ISBN 978-84-6095-566-5.
- Macía Rodríguez, José A.; Pardo, Joaquin; Veà Baró, Andreu (2012). ! Papa no quiero ir al cole . Me aburro !. Barcelona: Amazon Digital Services , Inc. .
- Veà, Andreu (2013). Cómo creamos internet (1ª ed edición). Ediciones Península SA. ISBN 978-84-9942-275-6.
- Veà, Andreu (2018)  Tecnología para andar por casa (3ª edición) LID Editorial  ISBN 978-8416624959
- Veà, Andreu (2020). Posología: 3 Sonrisas al día (2ª edición). ISBN 978-8494579356 Editorial Espurna Nec&Otium